# Shitan (ort i Kina, Sichuan Sheng, lat 32,14, long 106,86)
Shitan (kinesiska: 石滩) är en ort i Kina. Den ligger i provinsen Sichuan, i den sydvästra delen av landet, omkring 310 kilometer nordost om provinshuvudstaden Chengdu. Antalet invånare är 13 038. Befolkningen består av 6 302 kvinnor och 6 736 män. Barn under 15 år utgör 24,0 %, vuxna 15-64 år 65 %, och äldre över 65 år 9,0 %.
Runt Shitan är det tätbefolkat, med 459 invånare per kvadratkilometer. Närmaste större samhälle är Dongyu, 19,8 km norr om Shitan. I omgivningarna runt Shitan växer i huvudsak blandskog.
Genomsnittlig årsnederbörd är 1 375 millimeter. Den regnigaste månaden är juli, med i genomsnitt 309 mm nederbörd, och den torraste är december, med 3 mm nederbörd.